# Aartsbisdom Aparecida
Het aartsbisdom Aparecida (Latijn: Archidioecesis Apparitiopolitana; Portugees: Arquidiocese de Aparecida) is een in Brazilië gelegen rooms-katholiek aartsbisdom met zetel in de stad Aparecida in de staat São Paulo. De aartsbisschop van Aparecida is metropoliet van de kerkprovincie Aparecida waartoe ook de volgende suffragane bisdommen behoren:
- Bisdom Caraguatatuba
- Bisdom Lorena
- Bisdom São José dos Campos
- Bisdom Taubaté

## Geschiedenis
Her aartsbisdom werd opgericht op 19 april 1958. Het bestaat uit delen die voorheen toebehoorden aan het aartsbisdom São Paulo en het bisdom Taubaté. De stad Aparecida is echter al veel langer bekend als een van de belangrijkste bedevaartsoorden van Brazilië. In 1717 zou op deze plaats een Mariaverschijning hebben plaatsgevonden. Jaarlijks bezoeken circa 8 miljoen pelgrims de stad.

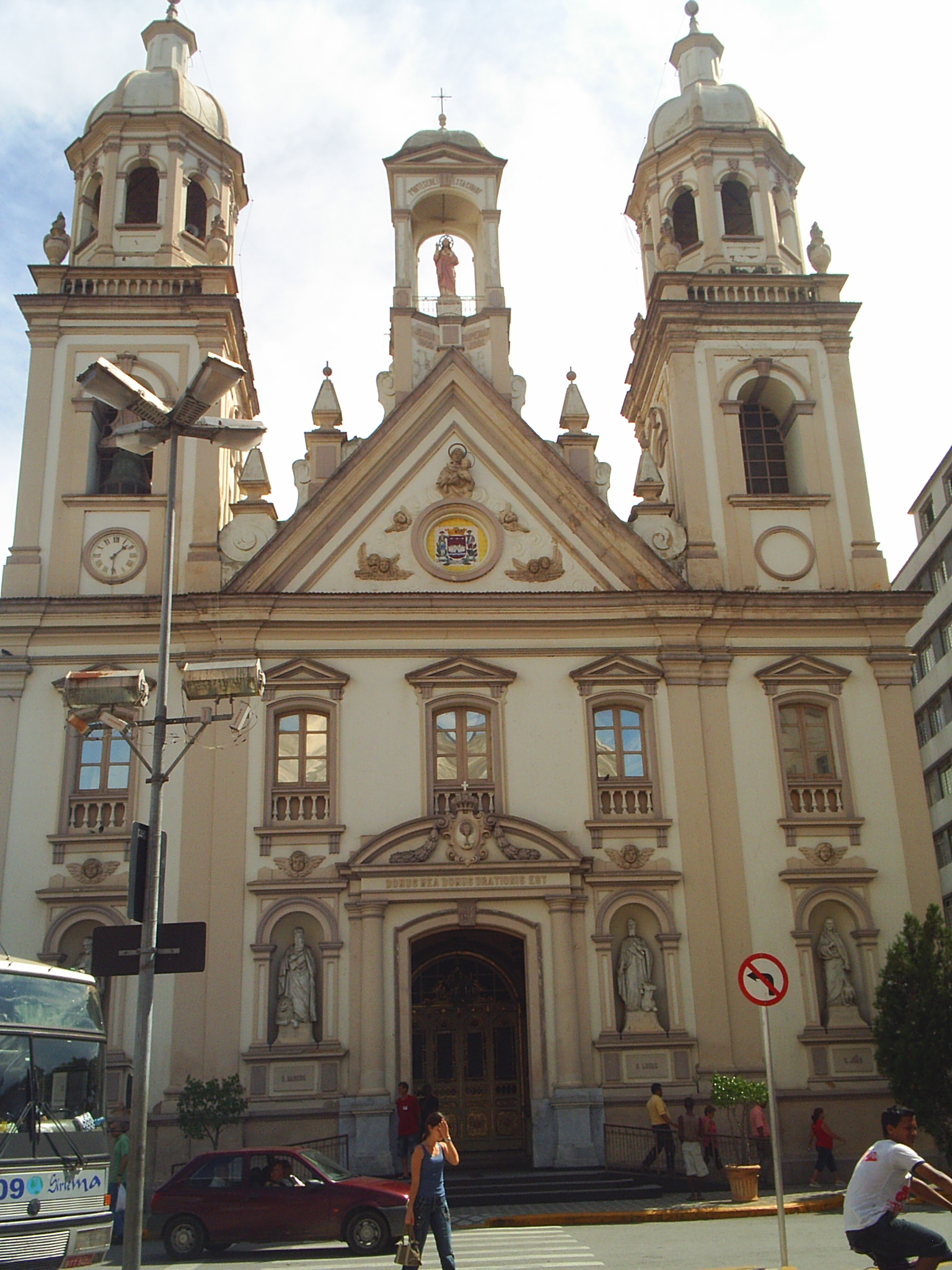
Santo Antônio em Guaratinguetá-kathedraal

## Aartsbisschoppen van Aparecida
- 1964-1982: Carlos Carmelo de Vasconcelos Motta
- 1982-1995: Geraldo María de Morais Penido
- 1995-2004: Aloísio Lorscheider, O.F.M.
- 2004-2016: Raymundo Damasceno Assis
- 2016-heden: Orlando Brandes